# Halowe Mistrzostwa Świata w Lekkoatletyce 1993 – bieg na 1500 m kobiet
Bieg na 1500 m kobiet – jedna z konkurencji rozgrywanych podczas halowych mistrzostw świata w lekkoatletyce w 1993. Eliminacje odbyły się 13 marca, a finał został rozegrany 14 marca.
Do eliminacji zgłoszonych zostało 14 zawodniczek z 12 państw.
Zawody w tej konkurencji wygrała reprezentantka Rosji Jekatierina Podkopajewa. Drugą pozycję zajęła zawodniczka z Rumunii Violeta Beclea, trzecią zaś reprezentująca Szwajcarię Sandra Gasser.

## Wyniki

### Eliminacje
Źródło: 
Bieg 1
| Miejsce | Zawodniczka            | Państwo           | Wynik   | Uwagi |
| ------- | ---------------------- | ----------------- | ------- | ----- |
| 1.      | Sandra Gasser          | Szwajcaria        | 4:11,42 |       |
| 2.      | Carla Sacramento       | Portugalia        | 4:11,93 | NR    |
| 3.      | Paula Schnurr          | Kanada            | 4:11,97 |       |
| 4.      | Alisa Hill             | Stany Zjednoczone | 4:12,04 |       |
| 5.      | Maite Zúñiga           | Hiszpania         | 4:12,27 |       |
| 6.      | Małgorzata Rydz        | Polska            | 4:12,94 |       |
| –       | Ludmiła Dieriewiankina | Kirgistan         | DNF     |       |

Bieg 2
| Miejsce | Zawodniczka             | Państwo           | Wynik   | Uwagi |
| ------- | ----------------------- | ----------------- | ------- | ----- |
| 1.      | Jekatierina Podkopajewa | Rosja             | 4:14,81 |       |
| 2.      | Violeta Beclea          | Rumunia           | 4:14,95 |       |
| 3.      | Anna Brzezińska         | Polska            | 4:15,01 |       |
| 4.      | Maria Akraka            | Szwecja           | 4:15,06 |       |
| 5.      | Theresia Kiesl          | Austria           | 4:16,02 |       |
| 6.      | Elisa Rea               | Włochy            | 4:17,44 |       |
| 7.      | Jasmin Jones            | Stany Zjednoczone | 4:22,34 |       |

### Finał
Źródło: 
| Miejsce | Zawodniczka             | Państwo           | Wynik   | Uwagi |
| ------- | ----------------------- | ----------------- | ------- | ----- |
| 01 !    | Jekatierina Podkopajewa | Rosja             | 4:09,29 |       |
| 02 !    | Violeta Beclea          | Rumunia           | 4:09,41 |       |
| 03 !    | Sandra Gasser           | Szwajcaria        | 4:10,99 |       |
| 4.      | Anna Brzezińska         | Polska            | 4:11,15 |       |
| 5.      | Maite Zúñiga            | Hiszpania         | 4:12,67 |       |
| 6.      | Maria Akraka            | Szwecja           | 4:13,10 |       |
| 7.      | Carla Sacramento        | Portugalia        | 4:13,41 |       |
| 8.      | Paula Schnurr           | Kanada            | 4:23,66 |       |
| 9.      | Alisa Hill              | Stany Zjednoczone | 4:29,67 |       |
| –       | Małgorzata Rydz         | Polska            | DNF     |       |